# Анита Коларова
Анита Димитрова Коларова е българска поетеса. Членка е на Съюза на българските писатели от 1991 година.

## Биография
Анита Коларова е родена през 1940 година в Русе в семейството на адвоката Димитър Попов. Родовите ѝ корени са в село Беброво, Еленско. Родът им е проучен от 1768 година. Негов основоположник е Петър Моллата. В рода има много свещеници, учители, лекари, участници в националноосвободителното ни движение, общественици. От този род е писателят Цветан Стоянов, първи братовчед на баща ѝ. Завършила е Софийския държавен университет, специалност Български език и литература. Като студентка е известно време в самодейния театър при Студентския дом на културата – София.
Работила една година като монтажничка в русенския завод „Найден Киров“, една година в Регионалната библиотека „Л. Каравелов“ – Русе и 25 години като учителка по литература. Била е кореспондент на вестник „Български писател“ и вестник „Словото днес“.
Два мандата е била председател на Дружеството на писателите в Русе. Завеждала е отдел „Литература“ при русенското списание за икономика, култура и архитектура „Пристан“, била е в редакционната колегия на списание „Палитра“ в същия град. Била е две години член на УС при КДК в Русе.
Пише поезия за деца и възрастни, литературна критика, публицистика и др. Включвана е като автор в много литературни сборници и алманаси.

## Книги
- „Между две светкавици“, поезия (1991)
- „Фациалис“, поезия (1994)
- „Слизане от кръста“, поезия (1997)
- „Този шепот в мен кънти“ – роман в стихове (1997)
- „И падах, и летях“, поезия (1999)
- „Недогорели въглени“, поезия (1999)
- „Кибритени клечки“, сатира (2002)
- „Дъждът не може тайно да вали“, поезия, избрано (2010)
- „Искам да е бяло“, поезия за деца (2011)

## Литературна критика за Анита Коларова
- Атанас Мочуров, „След мълчанието“ - сп. „Пламък“ 1991 г.
- Доц. д-р Руси Русев, „Поетическото слово на женствеността“ - ел. сп. „Литературен свят“, 2012 г.
- Ана Александрова, „Хуманна отговорност за етичните нормативи в съвремието“ - „Литературен свят“, бр. 44, 2012
- Ана Александрова, „Сложен песенен релеф“ - в. „Словото днес“, бр.19, 2012 г.
- Харалампи Харалампиев, „Завист“ - в. „Учителско дело“, 1999 г.
- Д-р Елена Алекова, „Душата на вихрушката“ - в. „Среща“, бр.2, 1997 г.
- Крум Гергицов, „Поезия и сатира в „Кибритени клечки“ - в. „Български писател“, бр.20, 2003 г. и ел. сп. „Литературен свят“, бр. 47, 2013 г.
- Христо Черняев, „Самобитна, изповедна поезия“ - сп. „Поезия“, Варна, бр. 2, 2000 г. и ел. сп. „Литер.атурен свят“, бр. 41, 2012 г.
- Йордан Йорданов, „Между черно и бяло душата ми все още чака“ - в. „Утро“, 7 юни 1994 г.
- Любомир Стефанов, „Неистовото желание да достигаш винаги до корена“ - в. „Утро“, бр. 119, 1991 г.
- Пенчо Чернаев, „С болката на всяка чужда рана“ - в. „Новият пулс“, бр.6, 2010 г.
- Иванка Павлова, „Припламне ли магията зелена“ - в. „Арт форум“, бр. 28, 2000 г.
- Владимир Шумелов, „Ето как се слиза от кръста“ - в. „Северняк“, бр. 17, 1997 г.
- Владимир Трендафилов, „Поезията и словото днес:2010 г.“ /обзор/ - в. „Словото днес“, бр. 10, 2011 г.
- Христо Ганов, „Да направим своето откритие“ - сп. „Пламък“ кн. 1 / 2, 1996 г.
- Атанас Ганчев, „Лирическо разпятие между две светкавици“ - алманах „Светлоструй“ 1991 г.
- Димитър Константинов, „За пламъка и въглените“ - в. „Литературен глас“, 24. 12. 1999 г.
- Христо Черняев, „Сърдечно откровения“ - в. „Словото днес“, бр.15, 2005 г. и др.

## Награди
- Първа награда на в. „Учителско дело“ от Националния литературен конкурс „С тебеширени пръсти“ (1995)
- Първа награда за „Фациалис“ в Благоевград (1995)
- Първа награда в Националния конкурс „Свищовски лозници“ (1996)
- Наградата на кмета на гр. Мелник /Мелнишки вечери на поезията, (2011)
- Награда „Русе“ (2010) и мн.др.